# Cymbiodyta puella
Cymbiodyta puella är en skalbaggsart som beskrevs av Ales Smetana 1974. Cymbiodyta puella ingår i släktet Cymbiodyta och familjen palpbaggar. Inga underarter finns listade i Catalogue of Life.